# 紅梅ステークス
紅梅ステークス（こうばいステークス）は、日本中央競馬会(JRA)が京都競馬場の芝1400mで施行する競馬の競走である。競走名は植物の「コウバイ（紅梅）」が由来となっている。

## 概要
当競走は明け3歳牝馬限定のオープンクラスの競走として施行されている。
1995年までは「KBS京都紅梅賞」として施行されていた（京都放送は1996年にファンタジーステークス協賛に移行する）。
出走資格は、サラ系3歳のJRA所属の牝馬の競走馬（外国産馬含む）、JRAに認定された地方所属の競走馬及び外国調教馬。
負担重量は別定重量で55キログラムを基本とし、更に収得賞金額が1,200万円毎に1キログラムの負担が課せられるよう定められている。

## 歴史
- 1968年 - 京都競馬場の芝1500mの4歳牝馬限定のオープン特別「紅梅賞」として施行。
- 1970年 - 施行距離を芝外回り1400mに変更。
- 1971年 - 施行距離を芝外回り1600mに変更。
- 1980年 - 京都競馬場の改修工事による振替開催により阪神競馬場の芝1600mで施行。
- 1985年 - 施行距離を芝1200mに変更。
- 1991年 - 1位入線したリンデンリリーが進路妨害により13着に降着（関西での降着制度適用第1号）。
- 1994年 - 京都競馬場の改修工事による振替開催により阪神競馬場の芝1200mで施行。
- 1998年 - 競走名を「紅梅ステークス」と変更し、芝外回り1400mに距離延長。
- 2001年 - 馬齢表示の国際基準への変更に伴い、出走条件が「4歳牝馬」から「3歳牝馬」に変更される。
- 2019年 - 国際競走及びリステッド競走に指定される[1]。
- 2021年
  - 京都競馬場の整備工事に伴い、中京競馬場の芝1400mで施行（2022年・2023年も同様）[2]。
  - 新型コロナウイルス感染拡大防止のため「無観客競馬」として実施[3]。
- 2025年 - 阪神競馬場のスタンドリフレッシュ工事に伴う開催日割変更のため、中京競馬場の芝1400mで施行。

## 歴代優勝馬
コース種別を表記していない距離は、芝コースを表す。
馬齢は2001年以降の表記に統一する。

### 紅梅賞
| 施行日        | 競馬場 | 距離  | 条件     | 優勝馬             | 性齢 | タイム | 優勝騎手   | 管理調教師 |
| ------------- | ------ | ----- | -------- | ------------------ | ---- | ------ | ---------- | ---------- |
| 1968年1月7日  | 京都   | 1500m | オープン | グリスビー         | 牝3  | 1:35.0 | 栗田勝     | 武田文吾   |
| 1969年1月4日  | 京都   | 1500m | オープン | ヒデコトブキ       | 牝3  | 1:32.6 | 久保敏文   | 伊藤修司   |
| 1970年1月4日  | 京都   | 1400m | オープン | タニノタマナー     | 牝3  | 1:24.9 | 安田伊佐夫 | 戸山為夫   |
| 1971年1月4日  | 京都   | 1600m | オープン | ミスアリシドン     | 牝3  | 1:40.7 | 宮本悳     | 玉谷敬治   |
| 1972年1月4日  | 京都   | 1600m | オープン | シンモエダケ       | 牝3  | 1:38.2 | 藤岡範士   | 田之上勲   |
| 1973年1月4日  | 京都   | 1600m | オープン | キシュウローレル   | 牝3  | 1:39.0 | 梅内忍     | 梅内慶蔵   |
| 1974年1月5日  | 京都   | 1600m | オープン | イットー           | 牝3  | 1:36.8 | 高尾武士   | 田中好雄   |
| 1975年1月6日  | 京都   | 1600m | オープン | タニノサイアス     | 牝3  | 1:38.1 | 久保敏文   | 中村好夫   |
| 1976年1月10日 | 京都   | 1600m | オープン | クインリマンド     | 牝3  | 1:38.1 | 久保一秋   | 吉永猛     |
| 1977年1月8日  | 京都   | 1600m | オープン | ファインニッセイ   | 牝3  | 1:36.9 | 安田伊佐夫 | 福島角一   |
| 1978年1月7日  | 京都   | 1600m | オープン | ラブリトウショウ   | 牝3  | 1:37.1 | 小谷内秀夫 | 戸山為夫   |
| 1979年1月6日  | 京都   | 1600m | オープン | ハギノカオリ       | 牝3  | 1:37.2 | 伊藤清章   | 伊藤修司   |
| 1980年1月5日  | 阪神   | 1600m | オープン | バンブトンビオラ   | 牝3  | 1:38.0 | 伊藤清章   | 伊藤修司   |
| 1981年1月6日  | 京都   | 1600m | オープン | マーブルトウショウ | 牝3  | 1:37.6 | 小谷内秀夫 | 戸山為夫   |
| 1982年1月6日  | 京都   | 1600m | オープン | ヤマノシラギク     | 牝3  | 1:37.5 | 河内洋     | 大久保正陽 |
| 1983年1月6日  | 京都   | 1600m | オープン | サンエイホープ     | 牝3  | 1:37.4 | 斉藤博美   | 斉藤義美   |
| 1984年1月7日  | 京都   | 1600m | オープン | マルカサーペン     | 牝3  | 1:37.5 | 川端義雄   | 内藤繁春   |
| 1985年1月5日  | 京都   | 1200m | オープン | イブキバレリーナ   | 牝3  | 1:11.3 | 田原成貴   | 領家政蔵   |
| 1986年1月6日  | 京都   | 1200m | オープン | モガミアレン       | 牝3  | 1:12.2 | 河内洋     | 浅見国一   |
| 1987年1月6日  | 京都   | 1200m | オープン | マックスビューティ | 牝3  | 1:11.4 | 南井克巳   | 伊藤雄二   |
| 1988年1月6日  | 京都   | 1200m | オープン | エイユークイン     | 牝3  | 1:11.5 | 増井裕     | 吉永忍     |
| 1989年1月14日 | 京都   | 1200m | オープン | タニノターゲット   | 牝3  | 1:10.4 | 小島貞博   | 戸山為夫   |
| 1990年1月6日  | 京都   | 1200m | オープン | コニーストン       | 牝3  | 1:10.7 | 松永幹夫   | 伊藤雄二   |
| 1991年1月6日  | 京都   | 1200m | オープン | フレンチパッサー   | 牝3  | 1:10.7 | 角田晃一   | 大久保正陽 |
| 1992年1月6日  | 京都   | 1200m | オープン | コガネテスコ       | 牝3  | 1:10.6 | 岡潤一郎   | 鶴留明雄   |
| 1993年1月6日  | 京都   | 1200m | オープン | ドミナスクリスタル | 牝3  | 1:10.1 | 武豊       | 野元昭     |
| 1994年1月6日  | 阪神   | 1200m | オープン | テンザンユタカ     | 牝3  | 1:11.4 | 松永昌博   | 松永善晴   |
| 1995年1月7日  | 京都   | 1200m | オープン | エイユーギャル     | 牝3  | 1:09.5 | 四位洋文   | 古川平     |
| 1996年1月6日  | 京都   | 1200m | オープン | リトルオードリー   | 牝3  | 1:09.7 | 藤田伸二   | 小林稔     |
| 1997年1月7日  | 京都   | 1200m | オープン | ワンダーステラ     | 牝3  | 1:10.3 | 石橋守     | 湯浅三郎   |

### 紅梅ステークス
| 施行日        | 競馬場 | 距離  | 条件       | 優勝馬             | 性齢 | タイム | 優勝騎手   | 管理調教師 |
| ------------- | ------ | ----- | ---------- | ------------------ | ---- | ------ | ---------- | ---------- |
| 1998年1月24日 | 京都   | 1400m | オープン   | オータムリーフ     | 牝3  | 1:23.7 | 石橋守     | 境直行     |
| 1999年1月23日 | 京都   | 1400m | オープン   | エイシンルーデンス | 牝3  | 1:21.9 | 野元昭嘉   | 野元昭     |
| 2000年1月15日 | 京都   | 1400m | オープン   | サイコーキララ     | 牝3  | 1:22.1 | 石山繁     | 浜田光正   |
| 2001年1月13日 | 京都   | 1400m | オープン   | グランドレイナ     | 牝3  | 1:22.5 | 福永祐一   | 瀬戸口勉   |
| 2002年1月6日  | 京都   | 1400m | オープン   | カネトシディザイア | 牝3  | 1:22.5 | 河内洋     | 田中章博   |
| 2003年1月19日 | 京都   | 1400m | オープン   | スティルインラブ   | 牝3  | 1:22.1 | 幸英明     | 松元省一   |
| 2004年1月18日 | 京都   | 1400m | オープン   | スイープトウショウ | 牝3  | 1:21.9 | 角田晃一   | 渡辺栄     |
| 2005年1月16日 | 京都   | 1400m | オープン   | エリモファイナル   | 牝3  | 1:24.3 | 福永祐一   | 大久保正陽 |
| 2006年1月15日 | 京都   | 1400m | オープン   | タッチザピーク     | 牝3  | 1:23.7 | 柴原央明   | 田中章博   |
| 2007年1月14日 | 京都   | 1400m | オープン   | ローブデコルテ     | 牝3  | 1:22.5 | 安藤勝己   | 松元茂樹   |
| 2008年1月20日 | 京都   | 1400m | オープン   | エーソングフォー   | 牝3  | 1:23.7 | 四位洋文   | 森秀行     |
| 2009年1月18日 | 京都   | 1400m | オープン   | コウエイハート     | 牝3  | 1:23.3 | 川田将雅   | 山内研二   |
| 2010年1月17日 | 京都   | 1400m | オープン   | ワイルドラズベリー | 牝3  | 1:22.5 | 浜中俊     | 中尾秀正   |
| 2011年1月16日 | 京都   | 1400m | オープン   | モアグレイス       | 牝3  | 1:22.7 | 酒井学     | 西園正都   |
| 2012年1月15日 | 京都   | 1400m | オープン   | サウンドオブハート | 牝3  | 1:22.7 | 武豊       | 松山康久   |
| 2013年1月14日 | 京都   | 1400m | オープン   | レッドオーヴァル   | 牝3  | 1:23.5 | C.ルメール | 安田隆行   |
| 2014年1月19日 | 京都   | 1400m | オープン   | アドマイヤビジン   | 牝3  | 1:23.9 | 四位洋文   | 梅田智之   |
| 2015年1月18日 | 京都   | 1400m | オープン   | コンテッサトゥーレ | 牝3  | 1:21.9 | C.デムーロ | 安田隆行   |
| 2016年1月17日 | 京都   | 1400m | オープン   | シンハライト       | 牝3  | 1:21.5 | 池添謙一   | 石坂正     |
| 2017年1月17日 | 京都   | 1400m | オープン   | アロンザモナ       | 牝3  | 1:22.4 | 幸英明     | 西浦勝一   |
| 2018年1月14日 | 京都   | 1400m | オープン   | モルトアレグロ     | 牝3  | 1:22.7 | M.デムーロ | 武井亮     |
| 2019年1月14日 | 京都   | 1400m | リステッド | メイショウケイメイ | 牝3  | 1:22.8 | 古川吉洋   | 南井克巳   |
| 2020年1月18日 | 京都   | 1400m | リステッド | ヒルノマリブ       | 牝3  | 1:24.8 | 松山弘平   | 北出成人   |
| 2021年1月16日 | 中京   | 1400m | リステッド | ソングライン       | 牝3  | 1:20.6 | C.ルメール | 林徹       |
| 2022年1月15日 | 中京   | 1400m | リステッド | フォラブリューテ   | 牝3  | 1:21.8 | C.ルメール | 宮田敬介   |
| 2023年1月15日 | 中京   | 1400m | リステッド | ダルエスサラーム   | 牝3  | 1:21.8 | D.イーガン | 高野友和   |
| 2024年1月13日 | 京都   | 1400m | リステッド | ワイドラトゥール   | 牝3  | 1:23.4 | 北村友一   | 藤原英昭   |
| 2025年1月18日 | 中京   | 1400m | リステッド | ナムラクララ       | 牝3  | 1:21.1 | 西村淳也   | 長谷川浩大 |